# پترو وارادین
پترو وارادین (به صربی: Petrovaradin) یک روستا در صربستان است که در پترووارادین واقع شده‌است. پترو وارادین ۸۱ متر بالاتر از سطح دریا واقع شده‌است.